# 이데걸

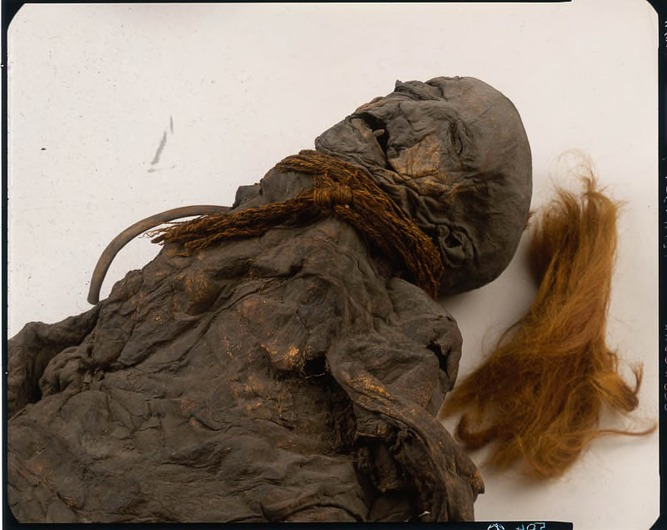
이데걸의 머리와 몸통

이데걸(Yde Girl)은 네덜란드 이데 마을 근처 스티프베인(Stijfveen) 이탄 습지에서 발견된 보그 보디이다. 1897년 5월 12일에 발견되었으며, 발견 당시에는 놀라울 정도로 보존 상태가 좋았던 것으로 알려졌다(특히 털). 하지만 2주 후 당국에 인계되었을 당시에는 시신이 심각하게 손상되고 부패한 상태였다. 시신의 이빨과 머리카락은 대부분 두개골에서 뽑혀 나갔다. 이탄 채취 도구 또한 시신에 심각한 손상을 입힌 것으로 알려졌다.